# Ramphotyphlops acuticauda
Ramphotyphlops acuticauda este o specie de șerpi din genul Ramphotyphlops, familia Typhlopidae, descrisă de Peters 1877. A fost clasificată de IUCN ca specie cu risc scăzut. Conform Catalogue of Life specia Ramphotyphlops acuticauda nu are subspecii cunoscute.